# Chris Wilder
Christopher John Wilder (Stocksbridge, 1967. szeptember 23. –) angol labdarúgó és labdarúgóedző, a Sheffield United menedzsere. Játékos-pályafutása során jobbhátvédként játszott, tizenegy csapatban.

## Pályafutása

### Játékos-pályafutása
Wilder utánpótlás pályafutását a Southampton színeiben kezdte, felnőttként is csak Angliában játszott, csapatai a Sheffield United (kétszer), a Walsall, a Charlton Athletic (kétszer), a Leyton Orient, a Rotherham United, a Notts County, a Bradford City, a Northampton Town, a Lincoln City, a Brighton & Hove Albion és a Halifax Town voltak, ezek közül több is kölcsönben. Legsikeresebb időszakát Sheffieldben töltötte, a harmadosztályból az elsőig jutott szülővárosa csapatával.

### Edzői pályafutása
Visszavonulása után edzősködni kezdett. Pályafutását az Alfreton Town élén kezdte, ahol kevesebb, mint fél év alatt négy trófeát is elhódított. Innen szerződtette le a Halifax Town, ahol több, mint 300 mérkőzés erejéig vezette a csapatot és utolsó menedzsere volt a likvidáció előtt. A Bury szerződtette másodedzőként. Itt nem maradt sokáig, fél éven belül átvette az irányítást az Oxford Unitednél. Első teljes szezonjában a rájátszás döntőjébe, majd feljutáshoz vezette a csapatot. 2014 januárjában, azt követően, hogy a csapat éveket töltött a negyedosztály középmezőnyében, lemondott, hogy az azonos ligában szereplő Northampton Town vezetőedzője legyen, megmentve őket a kieséstől. A következő szezonban bajnok lett a csapattal. 2016 májusában visszatért szülővárosába, hogy a Sheffield United menedzsere legyen. Első szezonja első négy mérkőzésén mindössze egy pontot szerzett a csapat, ennek ellenére az utolsó helyről az elsőig küzdötték fel magukat az évad végére. Második szezonja is hasonlóan sikeres volt, október végére már a bajnoki tabella élén volt a csapat. 2019 áprilisára biztos lett, hogy a United feljut a Premier League-be és az év edzőjének is megválasztották. 2019 nyarán három, majd 2020 januárjában újabb négy éves szerződést kötött a csapattal, fennmaradva 1992 óta először, de miután 2021 márciusában utolsó helyen állt a csapat, közös megegyezéssel távozott a Sheffield éléről. Novemberben szerződtette le a Middlesbrough, decemberben már a hónap menedzserének választották. 2022 októberében kirúgták, miután utolsó helyen állt a csapat. Wilder ezt követően két hónapot töltött a Watfordnál, majd 2023 végén visszatért a Sheffield Unitedhez, Paul Heckingbottom kirúgása után.

## Statisztika

### Játékosként
| Csapat                         | Szezon           | Bajnokság        | Bajnokság | Bajnokság | Kupa | Kupa  | Ligakupa | Ligakupa | Egyéb | Egyéb | Összesen | Összesen |
| Csapat                         | Szezon           | Osztály          | P.        | Gólok     | P.   | Gólok | P.       | Gólok    | P.    | Gólok | P.       | Gólok    |
| ------------------------------ | ---------------- | ---------------- | --------- | --------- | ---- | ----- | -------- | -------- | ----- | ----- | -------- | -------- |
| Sheffield United               | 1986–1987        | Second Division  | 11        | 0         | 3    | 0     | 0        | 0        | 0     | 0     | 14       | 0        |
| Sheffield United               | 1987–1988        | Second Division  | 25        | 0         | 0    | 0     | 2        | 0        | 1     | 0     | 28       | 0        |
| Sheffield United               | 1988–1989        | Third Division   | 29        | 1         | 3    | 0     | 5        | 0        | 1     | 0     | 38       | 1        |
| Sheffield United               | 1989–1990        | Second Division  | 8         | 0         | 0    | 0     | 0        | 0        | 0     | 0     | 8        | 0        |
| Sheffield United               | 1990–1991        | First Division   | 16        | 0         | 1    | 0     | 1        | 0        | 1     | 0     | 19       | 0        |
| Sheffield United               | 1991–1992        | First Division   | 4         | 0         | 0    | 0     | 1        | 0        | 0     | 0     | 5        | 0        |
| Sheffield United               | Összesen         | Összesen         | 93        | 1         | 7    | 0     | 9        | 0        | 3     | 0     | 112      | 1        |
| Walsall (kölcsönben)           | 1989–1990        | Third Division   | 4         | 0         | 1    | 0     | 0        | 0        | 2     | 0     | 7        | 0        |
| Charlton Athletic (kölcsönben) | 1990–1991        | Second Division  | 1         | 0         | 0    | 0     | 0        | 0        | 0     | 0     | 1        | 0        |
| Charlton Athletic (kölcsönben) | 1991–1992        | Second Division  | 2         | 0         | 0    | 0     | 0        | 0        | 0     | 0     | 2        | 0        |
| Leyton Orient (kölcsönben)     | 1991–1992        | Third Division   | 16        | 1         | 0    | 0     | 0        | 0        | 1     | 0     | 17       | 1        |
| Rotherham United               | 1992–1993        | Second Division  | 32        | 8         | 3    | 0     | 2        | 0        | 1     | 0     | 38       | 8        |
| Rotherham United               | 1993–1994        | Second Division  | 37        | 2         | 1    | 1     | 3        | 0        | 2     | 0     | 43       | 3        |
| Rotherham United               | 1994–1995        | Second Division  | 45        | 1         | 3    | 0     | 2        | 0        | 3     | 0     | 53       | 1        |
| Rotherham United               | 1995–1996        | Second Division  | 18        | 0         | 1    | 0     | 4        | 0        | 1     | 0     | 24       | 0        |
| Rotherham United               | Összesen         | Összesen         | 132       | 11        | 8    | 1     | 11       | 0        | 7     | 0     | 158      | 12       |
| Notts County                   | 1995–1996        | Second Division  | 9         | 0         | 0    | 0     | 0        | 0        | 0     | 0     | 9        | 0        |
| Notts County                   | 1996–1997        | Second Division  | 37        | 0         | 4    | 0     | 2        | 0        | 1     | 0     | 44       | 0        |
| Notts County                   | Összesen         | Összesen         | 46        | 0         | 4    | 0     | 2        | 0        | 1     | 0     | 53       | 0        |
| Bradford City                  | 1996–1997        | First Division   | 7         | 0         | 0    | 0     | 0        | 0        | 0     | 0     | 7        | 0        |
| Bradford City                  | 1997–1998        | First Division   | 35        | 0         | 1    | 0     | 2        | 0        | 0     | 0     | 38       | 0        |
| Bradford City                  | Összesen         | Összesen         | 42        | 0         | 1    | 0     | 2        | 0        | 0     | 0     | 45       | 0        |
| Sheffield United               | 1997–1998        | First Division   | 8         | 0         | 0    | 0     | 0        | 0        | 1     | 0     | 9        | 0        |
| Sheffield United               | 1998–1999        | First Division   | 4         | 0         | 0    | 0     | 1        | 0        | 0     | 0     | 5        | 0        |
| Sheffield United               | Összesen         | Összesen         | 12        | 0         | 0    | 0     | 1        | 0        | 1     | 0     | 14       | 0        |
| Northampton Town (kölcsönben)  | 1998–1999        | Second Division  | 1         | 0         | 0    | 0     | 0        | 0        | 0     | 0     | 1        | 0        |
| Lincoln City (kölcsönben)      | 1998–1999        | Second Division  | 3         | 0         | 0    | 0     | 0        | 0        | 0     | 0     | 3        | 0        |
| Brighton & Hove Albion         | 1999–2000        | Third Division   | 11        | 0         | 0    | 0     | 2        | 0        | 0     | 0     | 13       | 0        |
| Halifax Town                   | 1999–2000        | Third Division   | 31        | 1         | 3    | 0     | 0        | 0        | 1     | 0     | 35       | 1        |
| Halifax Town                   | 2000–2001        | Third Division   | 20        | 0         | 1    | 0     | 1        | 0        | 1     | 0     | 23       | 0        |
| Halifax Town                   | Összesen         | Összesen         | 51        | 1         | 4    | 0     | 1        | 0        | 2     | 0     | 58       | 1        |
| Karrier összesen               | Karrier összesen | Karrier összesen | 414       | 14        | 25   | 1     | 28       | 0        | 17    | 0     | 484      | 15       |

1. ↑  Pályára lépések a harmadosztály rájátszásában
2. 1 2 3 4 5 6 7 8 9 10  Pályára lépések a Football League Trophyban
3. ↑  Pályára lépések a Full Members kupasorozatban
4. ↑  Pályára lépések a másodosztály rájátszásában

### Edzőként
| Csapat           | -tól               | -ig               | Teljesítmény | Teljesítmény | Teljesítmény | Teljesítmény | Teljesítmény |
| Csapat           | -tól               | -ig               | M.           | Gy.          | D.           | V            | Gy %         |
| ---------------- | ------------------ | ----------------- | ------------ | ------------ | ------------ | ------------ | ------------ |
| Halifax Town     | 2002. július 2.    | 2008. június 30.  | 312          | 120          | 77           | 115          | 38,46        |
| Oxford United    | 2008. december 21. | 2014. január 26.  | 269          | 121          | 70           | 78           | 44,98        |
| Northampton Town | 2014. január 27.   | 2016. május 12.   | 126          | 61           | 28           | 37           | 48,41        |
| Sheffield United | 2016. május 12.    | 2021. március 13. | 227          | 106          | 47           | 74           | 46,70        |
| Middlesbrough    | 2021. november 7.  | 2022. október 3.  | 45           | 18           | 11           | 16           | 40,00        |
| Watford          | 2023. március 7.   | 2023. május 10.   | 11           | 3            | 3            | 5            | 27,27        |
| Sheffield United | 2023. december 5.  | napjainkig        | 5            | 1            | 1            | 3            | 20,00        |
| Összesen         | Összesen           | Összesen          | 995          | 430          | 237          | 328          | 43,22        |

## Díjak és elismerések

### Játékosként
Egyéni
- PFA – Az év csapata: 1995–1996 (másodosztály)[22]

### Edzőként
Alfreton Town
- Northern Counties East Football League – első osztály: 2001–2002[24]
- Northern Counties East Football League Ligakupa: 2001–2002[24]
- Northern Counties East Football League elnöki kupa: 2001–2002[24]
- Derbyshire Senior Cup: 2001–2002[24]

Halifax Town
- West Riding megyei kupa: 2003–2004[25]

Oxford United
- Conference Premier rájátszás: 2010

Northampton Town
- Angol negyedosztály: 2015–2016[26]

Sheffield United
- Angol harmadosztály: 2016–2017[27][26]

Egyéni
- Angol ötödosztály – A hónap menedzsere: 2003. január[28]
- EFL – A szezon menedzsere: 2015–2016,[29] 2018–2019[30]
- LMA – Az év negyedosztályú menedzsere: 2015–2016[31]
- LMA – Az év harmadosztályú menedzsere: 2016–2017[31]
- LMA – Kiemelkedő teljesítmény díj: 2016–2017[32]
- LMA – Az év másodosztályú menedzsere: 2018–2019[33]
- LMA – Az év menedzsere: 2018–2019[33]
- Angol másodosztály – A hónap menedzsere: 2019. február,[34] 2019. április,[35] 2021. december[36]
- Angol harmadosztály – A hónap menedzsere: 2017. április[37]
- Angol negyedosztály – A hónap menedzsere: 2015. január,[38] 2015. november,[39] 2016. január,[40] 2016. február[41]